# جينيفر ستورم
جينيفر ستورم (بالإنجليزية: Jennifer Storm)‏ هي كاتِبة أمريكية، ولدت في 7 مايو 1975.